# بند سوختک
بند سوختک (انگلیسی: Sokhtak Dam) در شرق نیلی، مرکز ولایت دایکندی در مرکز افغانستان قرار دارد. این یک بند وزنی به طول تقریبی ۱۰۷ متر (۳۵۱ فوت) با دو سرریز و یک نیروگاه برق آبی است. این بند توسط وزارت انرژی و آب با هزینه‌ای نزدیک به پنج میلیون دلار امریکایی ساخته شده است.